# 秋鲁帕村
秋鲁帕村（羅馬化：Imeni Tsyurupy）是俄罗斯莫斯科州的市级镇，属州辖市沃斯克列先斯克市（城市区），地处莫斯科州东部，在区行政中心沃斯克列先斯克北偏西、州府莫斯科东南方。莫斯科河一支流涅尔斯卡亚河从镇北侧流过。
名称来自于苏联政治人物亚历山大·德米特里耶维奇·瞿鲁巴。该地2021年人口有4,266人；2010年人口4,352；2002年人口3,959；1989年人口4,644。